# Rockvale (Colorado)
Rockvale es un pueblo ubicado en el condado de Fremont en el estado estadounidense de Colorado. En el año 2010 tenía una población de 487 habitantes y una densidad poblacional de 194,8 personas por km².

## Geografía
Rockvale se encuentra ubicada en las coordenadas 38°22′8″N 105°9′53″O / 38.36889, -105.16472.

## Demografía
Según la Oficina del Censo en 2000 los ingresos medios por hogar en la localidad eran de $30,000, y los ingresos medios por familia eran $33,182. Los hombres tenían unos ingresos medios de $28,182 frente a los $17,679 para las mujeres. La renta per cápita para la localidad era de $13,965. Alrededor del 13.1% de la población estaba por debajo del umbral de pobreza.